# Straight edge
Straight edge (skraćeno sXe ili SxE) predstavlja supkulturu hardcore punk glazbe. Osobe koje sebe smatraju »strejterima« ne puše, ne piju te ne uzimaju droge niti druge opijate. 
Kasnih sedamdesetih i ranih osamdesetih godina, nekolicina bendova i pojedinaca započela je nešto što je kasnije rezultiralo pokretom unutar punk hardcore scene. Straight edge je niknuo kao alternativa masovnoj bezidejnoj autodestruktivnosti i nihilizmu koji se pojavio na sceni punka. Tada se počinju koristiti i iksevi (XXX), koji su u biti bili oznaka za one kojima se u barovima nije smjelo poslužiti piće zbog dobne granice.

## Povijest
Pjesma "Strait Edge" američkog sastava Minor Threat, značajan u hardcoreu, dala je ime struji unutar pokreta. Pod utjecajem Minor Threata i drugih washingtonskih sastava poput The Teen Idles ili SOA, bostonski sastavi poput SS Decontrol i DYS šire prisutnost sXe ideja unutar sve razvijenije hardcore scene. Inspirirani istim idejama, uskoro se i na zapadnoj obali pojavljuju sastavi Unity, Uniform Choice, 7 Seconds. Svi ovi sastavi bili su aktivni u razdoblju od 1981. – 1984. godine. Tada se pojavljuju Youth of Today, koji su postavili obrazac koji je danas opće poznat. Youth of Today, zajedno s ostalim sastavima kao što su Gorilla Biscuits, Bold, Judge i Side by Side, stvaraju okosnicu sXe-a koja će kasnije nadahnuti čitav niz glazbenih skupina.
Youth Crew era je trajala do kasnih osamdesetih, kada straight edge zbilja postaje globalna pojava u hardcoreu. Kasnih 1980-ih i ranh 1990-ih mnogi bendovi postaju sve više i više politički angažirani i sve rasprostranjeniji u Americi ali i svijetu. U Kaliforniji Inside Out, Insted, Chain of Strength, Outspoken, No for an Answer, Carry Nation, Chorus of Dissapproval i Unbroken, a na istočnoj obali bendovi poput Turning Point, Mouthpiece, Crud, Battery i Lifetime.
Sredinom 1990-ih mnogi straight edge sastavi postaju angažirani za životinjska prava. Jedni od nosioca tih ideja, iako po mnogima militantni, no bez prave osnove su Earth Crisis. Osim što je izričaj bendova u mnogočemu angažiraniji i “teži”, samim time i muzika postaje prlično metaliziranija i žešča. Neki od protagonista te nove struje bili su One King Down, Strife, Snapcase, Brother’s keeper.
U ovom razdoblju dogodio se i youth crew revival u sastavima poput In my Eyes, Atari, Better than a 1000 (side projekt Ray Capo-a,frontmena Youth of Today).

### Danas
Danas je straight edge scena prilično zapostavljena u odnosu na neka prošla vremena. Ipak sastavi poput Bane, Bleeding Through, Casey Jones, Champion, Eighteen Visions, Throwdown, With Honor nastavljaju reanimaciju straight edge duha.

## Glavni moto
- (I) Don't smoke
  - (Ja) ne pušim
- Don't drink
  - Ne pijem
- Don't do drugs
  - Ne drogiram se
- At least I can fucking think
  - Barem mogu razmišljati

## Vanjske poveznice
- Out of Step: Lica Straight edgea
- alt.punk.straight edge sXe FAQ
- Catalyst Records
- Ženska Straight Edge Zajednica
- BBC-ev audio dokumentarac o straight edgeu